# Heimathaus Twist

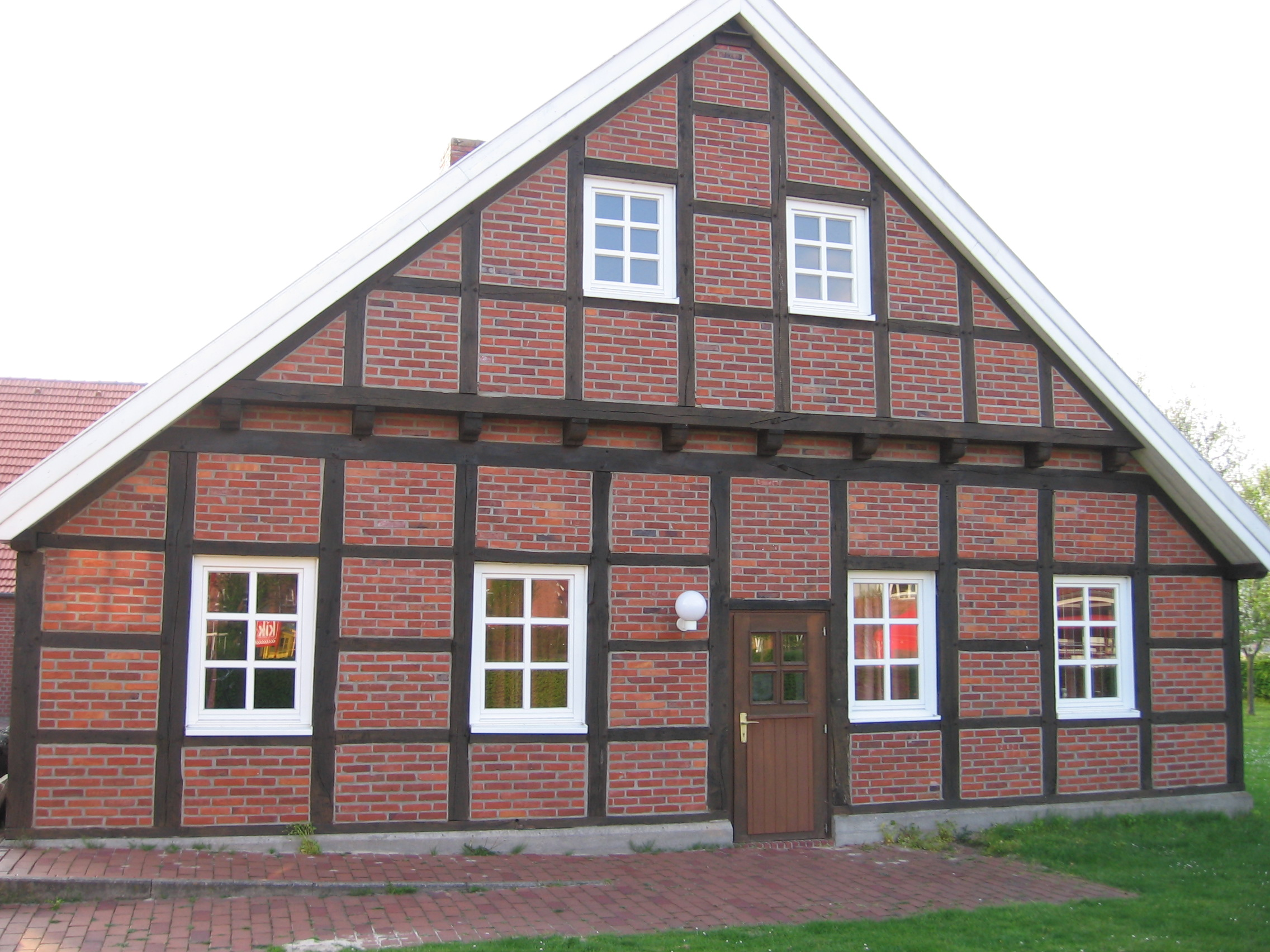
Heimathaus Twist (Handwerkerhaus)

Das Heimathaus Twist ist ein überregional bekanntes Kulturzentrum in der emsländischen Gemeinde Twist.

## Gebäude
Zum Heimathaus gehören drei Gebäude in traditionell emsländischer Bauweise. Für das Handwerker-Haus in Fachwerk- und das zweite Heimathaus in traditioneller Backsteinbauweise wurde Holz verwendet, das von einem alten Bauernhaus bzw. einer alten Diele stammt. Ein abgetragenes Fachwerkhaus aus Hebelermeer wurde dazu Ende der 1980er Jahre in der Ortsmitte Twists wiedererrichtet. Beim dritten Gebäude handelt es sich um ein 2003 eingeweihtes Backhaus, in dem nach traditioneller Art in einem Holzofen Brot gebacken werden kann.

## Kultur
Im Heimathaus Twist finden seit 1990 regelmäßig Veranstaltungen statt, darunter Lesungen, klassische Musik, Folk und Jazz. Überregional bekannt machten das Heimathaus Twist jedoch vor allem seine Blues-Konzerte. Auftritte bekannter Bands und Musiker (darunter Weltstars wie Albert Hammond  und Maggie Reilly, Chris Farlowe, Ten Years After, John Lee Hooker Jr. und die Hamburg Blues Band) trugen zum Ruf eines „Blues-Mekkas im Moor“ bei. Durch die grenznahe Lage gehören auch viele niederländische Besucher zum Stammpublikum und zu den bedeutenderen Veranstaltungen reisen selbst Besucher aus London oder Nizza eigens an. 
Bei Konzerten entstanden bereits mehrere Live-CDs, unter anderem von der Blues Company, Ten Years After und von Lefthand Freddy and the Aces. Mitschnitte werden häufig auch von bundesweit verbreiteten Sendern wie Deutschlandfunk und Deutschlandradio Kultur ausgestrahlt. Das Heimathaus Twist ist außerdem Initiator und Organisator der Veranstaltungsreihe Blues at Schools mit der Band B. B. & the Blues Shacks, über die die Presse und N3 ausführlich berichteten.
Bemerkenswert und angesichts des Rangs der Veranstaltungen außergewöhnlich ist, dass das Heimathaus Twist allein von ehrenamtlichen Mitarbeitern des örtlichen Heimatvereins Twist e.V. betrieben wird. Dieser Verein organisiert zudem Fahrradtouren zum Erkunden der Region, organisiert Veranstaltungen für Kinder und veranstaltet alle zwei Jahre ein mehrtägiges Festival im Zirkuszelt beim Heimathaus.

## Sonstiges
Das als Fachwerkbau errichtete Handwerkerhaus wird von der Gemeinde Twist für standesamtliche Trauungen genutzt.